# Pilsnäcka
Pilsnäcka (Oenopota turricula) är en snäckart som först beskrevs av Montagu 1803. Enligt Catalogue of Life ingår Pilsnäcka i släktet Oenopota och familjen kägelsnäckor, men enligt Dyntaxa är tillhörigheten istället släktet Oenopota och familjen Turridae. Enligt den svenska rödlistan är arten otillräckligt studerad i Sverige. Arten förekommer i Götaland. Artens livsmiljö är havet. Inga underarter finns listade i Catalogue of Life.